# اکبر مهاجرانی
اکبر مهاجرانی سیاست‌مدار ایرانی بود، که در  دوره بیست و دوم  به‌عنوان‌ نماینده شازند و  دوره بیست و سوم  به عنوان نماینده اراک در مجلس شورای ملی حضور داشت.